# Šimun Milinović
Šimun Milinović (Opanci kraj Lovreća, 24. veljače 1835. – Bar, 24. ožujka 1910.) je bio hrvatski svećenik i franjevac. 
Rodio se u selu Lovreću u Hrvatskoj, onda u austro-ugarskoj pokrajini Dalmaciji. 

Zaređen je za svećenika 11. travnja 1859. 1862. je otišao na studij u Beč, gdje je studirao povijest, zemljopis i slavistiku.

Poslije studija se vratio u Sinj 1865., gdje je predavao u gimnaziji.
Godine 1886. ga je papa Lav XIII. imenovao za barskog nadbiskupa.  1902. je dobio potvrdu naslova primasa Srbije. Na nadbiskupskom je mjestu ostao do svoje smrti 1910.

## Vanjske poveznice
- Fra Šimun Milinović  Arhivirana inačica izvorne stranice od 13. ožujka 2021. (Wayback Machine) Hrvatske uspomene iz Dalmacije – Povijesne rasprave